# Gackelkuckuck
Der Gackelkuckuck (Cuculus poliocephalus), auch als Kleiner Kuckuck bezeichnet, gehört zur Ordnung der Kuckucksvögel (Cuculiformes) und zur Familie der Kuckucke (Cuculidae), einer auf der ganzen Welt verbreiteten Vogelfamilie, deren bekanntestes Merkmal der Brutparasitismus ist.
Der Gackelkuckuck ist ein kleiner, schlanker Kuckuck mit langen schmalen Flügeln, der in der Paläarktis und Orientalis brütet und in der Orientalis und der Afrotropis überwintert. Trotz des sehr großen Verbreitungsgebietes ist die Art monotypisch. Bei den Weibchen gibt es jedoch eine graue und eine bräunliche Farbmorphe.
Der Gackelkuckuck ist in weiten Teilen seines Verbreitungsgebietes kein häufiger Vogel. Häufig ist er aber beispielsweise in Nepal und in Japan während der Sommermonate. Insgesamt wird die Bestandssituation mit LC (=least concern – nicht gefährdet) angegeben.

## Merkmale

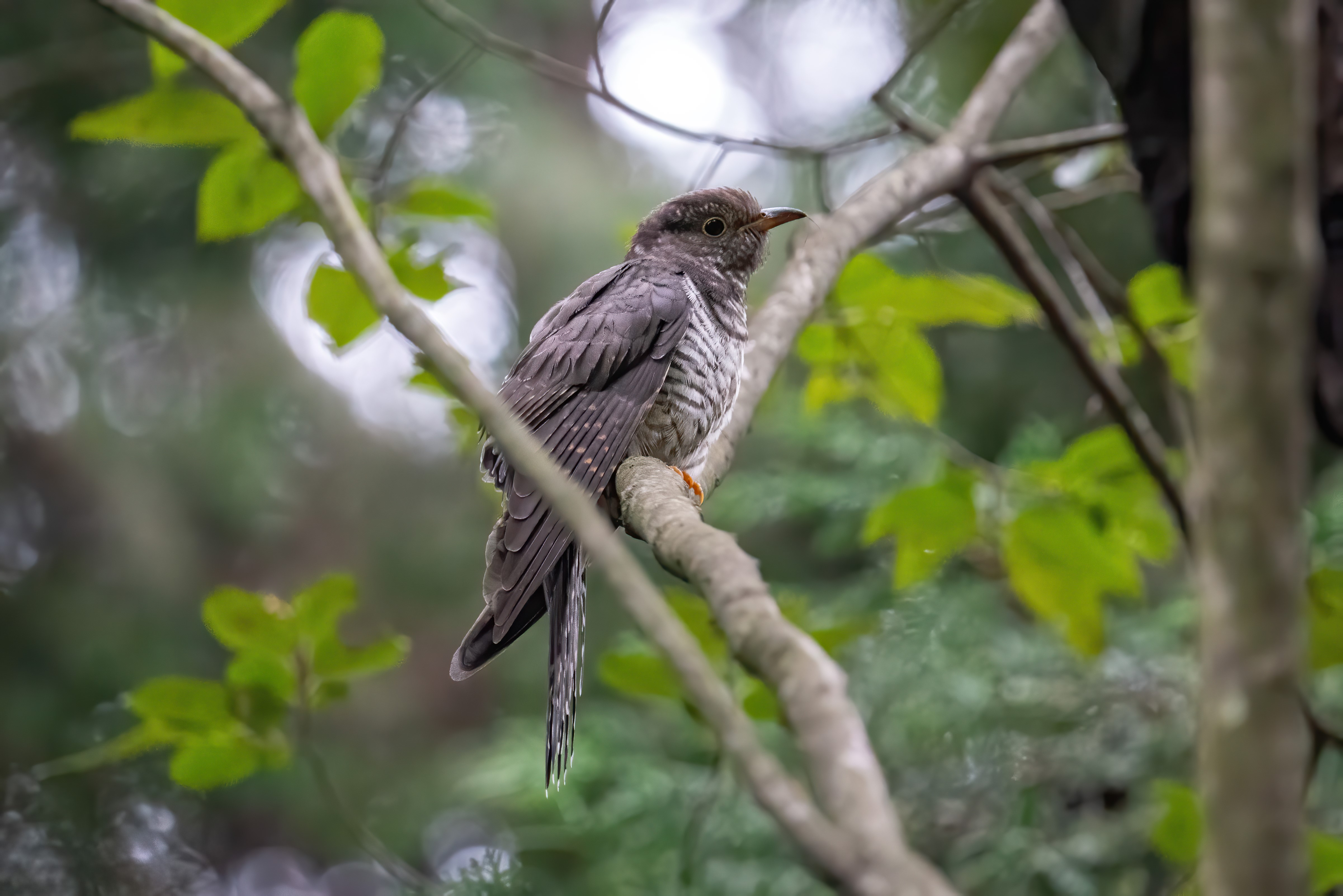
Gackelkuckuck

Der Gackelkuckuck erreicht eine Körperlänge von 25 Zentimeter und zählt damit zu den kleineren Kuckucken. Auf die Steuerfedern entfallen davon etwa 12 Zentimeter. Der Schnabel hat eine Länge von etwa 1,7 Zentimeter. Sie wiegen durchschnittlich etwa 40 Gramm.
Beim Männchen ist das Gefieder auf der Körperoberseite überwiegend graublau. Kopf, Nacken, Kehle und die Vorderbrust sind etwas heller. In Richtung der Oberschwanzdecken geht der Ton des Gefieders in einen dunkleren, fast schwärzlichen Ton über. Die untere Brust und die übrige Körperunterseite ist weißlich mit einer dunklen Sperberung. Die Unterschwanzdecken sind rötlich braun mit einer schwarzen Sperberung. die gestuften Steuerfedern sind dunkle mit weißen Spitzen. Die Sperberung ist breiter als beim europäischen Kuckuck.
Die Weibchen der grauen Farbmorphe ähneln den Männchen, sind jedoch auf der Brust rötlich überwaschen. Die Weibchen der braunen Farbmorphe sind auf der Körperoberseite rötlich braun mit einer feinen schwarzen Sperberung, die nur auf dem Bürzel fehlt. Auf der Körperunterseite sind sie weißlich mit einer schwarzen Sperberung. Die Steuerfedern sind schwarz und rötlich-braun gestreift mit weißen Spitzen.
Der Gackelkuckuck hat eine dunkelbraune Iris und einen gelben Augenring. Der Schnabel ist schwarz und wird zur Schnabelbasis gelblich. Die Beine und Füße sind fleischfarben bis gelblich.
Der Flug ist schnell und direkt mit flachen Flügelschlägen und gelegentlich von kurzen Gleitphasen unterbrochen. Der Ruf des Männchens ist schrill und durchdringend und ist dem Klangbild nach zu vergleichen mit der Silbenfolge kyo, kyo, kyo-kyo-kyo-kyo-kyo. Der Gackelkuckuck ist bereits am frühen Morgen zu hören, singt aber auch in der Nacht.

## Verwechselungsmöglichkeiten
Der Gackelkuckuck weist große Ähnlichkeiten mit drei anderen Arten aus der Gattung Cuculus auf und ist deshalb bei der Feldbeobachtung schwer zu identifizieren: Ähnlich sind ihm der auch in Mitteleuropa vorkommende Kuckuck, der Hopfkuckuck und der Madagaskarkuckuck.
Alle drei Arten sind größer als der Gackelkuckuck, der Größenunterschied ist am wenigsten ausgeprägt im Vergleich zu dem Madagaskarkuckuck. Im Vergleich zum Kuckuck ist die Sperberung des Gackelkuckucks breiter und weniger ausgeprägt, ähnelt aber der des Hopfkuckucks. Beim Hopfkuckuck fehlt allerdings meistens die Sperberung auf den Unterschwanzdecken. Der Madagaskarkuckuck weist auf der Brust einen stärkeren Braunton auf.

## Verbreitung
Der Gackelkuckuck ist ein Brutvogel im Nordosten Afghanistans, im Norden Pakistan, in Kashmir, in Arunachal Pradesh, Nepal, Sikkim, Bhutan, Assam, in der Region Primorje bis zum Fluss Bolschaja Ussurka, in Sachalin, im Norden von Burma und Laos und im Westen von Tonkin. In China brütet er in den nordöstlichen Provinzen Hebei, Shandong, Shanxi, dem Süden von Henan, Shaanxi, Gansu, Tibet, Sichuan, Yunnan, Guangxi, Guizhou, Zhejiang, Fujian und Guangdong. Er brütet außerdem in den beiden koreanischen Staaten sowie auf Japan von der Izu-Halbinsel und Kyūshū bis nach Hokkaidō. Dort ist der Vogel von Ende April bis September anzutreffen. Diese späte Rückkehr ist eine Anpassung an die Brutzeit der Vögel, in deren Nester der Gackelguckuck seine Eier legt. Zudem ist seine bevorzugte Nahrung in den nördlichen Gebieten erst zu dieser Zeit ausreichend vorhanden.
Die Brutvögel Koreas, Chinas und Japans überwintern vermutlich im Süden Chinas, Cochinchinas, in Annam und Burma, Ein großer Teil der Population zieht jedoch während des Winterhalbjahres über die indische Halbinsel bis nach Sri Lanka, wo einige von ihnen von September bis Ende April überwintern, sowie bis in den Osten von Afrika.
In Afrika ist der Gackelkuckuck von Dezember bis Mitte April anzutreffen. Zu den Überwinterungsgebieten zählen Teile der Demokratischen Republik Kongos, Kenias, Malawis, Südafrikas, Tansanias, Sambias und Simbabwe. Während des Zuges überquert der Gackelkuckuck offenbar den Indischen Ozean, denn er wird im Nahen Osten nicht beobachtet, jedoch gibt es Sichtungen auf den Seychellen und Mauritius.
Als Irrgast wird der Gackelkuckuck gelegentlich im Norden Thailands, in Bangladesh, Usbekistan, Turkmenistan und Somalia beobachtet.

## Lebensraum
Der Gackelkuckuck nutzt als präferierten Lebensraum lichte Wälder, die mit Birken, Eichen, Ahorn und Hainbuchen bestanden sind und viel Unterholz aufweisen. Sie halten sich gerne am Waldrand auf und sind besonders häufig in Flusstälern mit bewaldeten Ufern auf. In Afrika ist der Gackelkuckuck grundsätzlich in dichter bewaldeten Regionen anzutreffen als der Kuckuck. Er kommt dort auch in Kiefernplantagen vor.
Im Himalaya reicht seine Höhenverbreitung bis zu 3600 Höhenmetern. In Bhutan kommt er zwischen 1000 und 2800 Meter vor, dagegen überschreitet er in Japan selten Höhen über 1200 Meter.

## Lebensweise
Der Gackelkuckuck ernährt sich hauptsächlich von Insekten, vor allem von Schmetterlingsraupen.
Der Gackelkuckuck ist ein Brutparasit, der seine Eier in die Nester von Singvögeln legt. Zu den bevorzugten Wirtsvögeln zählen Laubsänger und ähnliche Singvögel. In Russland und Japan wird besonders häufig der Japanseidensänger parasitiert. Zu weiteren häufigen Wirtsvögeln zählen Arten aus den Gattungen Cettia, Phyolloscopus, Parus, Saxicola und Pnoepyga.
Die Fortpflanzungszeit fällt in Indien in den Zeitraum bis Mai bis Juli, in Südkorea von Ende Mai bis Anfang August sowie Juni und Juli in Japan. Seine Brutzeit beginnt verglichen mit anderen Kuckucken damit später. Die Eier des Gackelkuckucks sind braun bis rotbraun. Es liegen keine Daten vor, wie lange die Eier bis zum Schlupf bebrütet werden müssen. Die Nestlinge des Gackelkuckucks schlüpfen nackt und blind. Im Alter von zwei bis drei Lebenstagen wirft der Nestling die Eier und Nestlinge seiner Wirtseltern heraus. Im Alter von neun Tagen öffnen sich die Augen. Am 15. Lebenstag wird der Gackelkuckuck flügge.

## Japanische Kultur

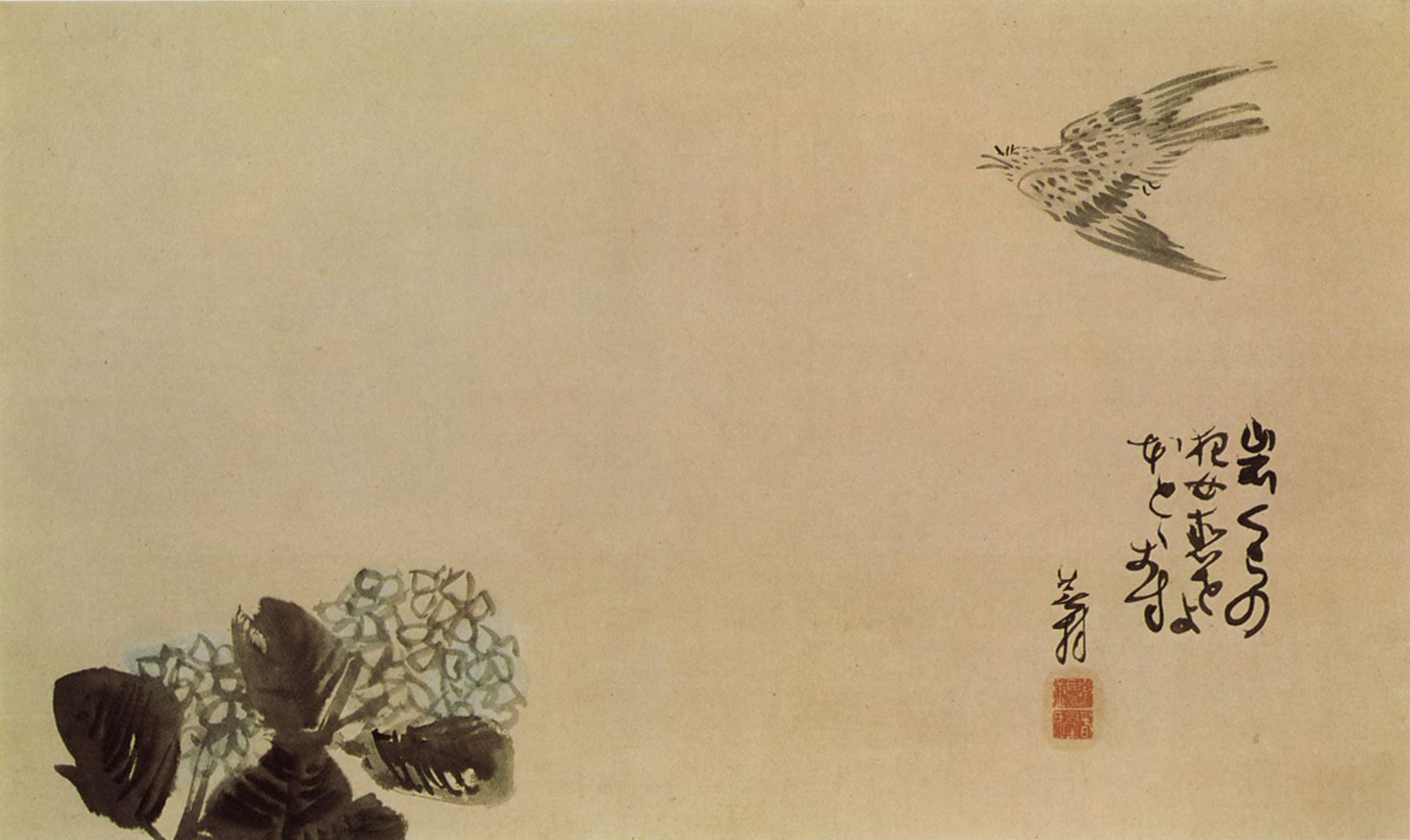
Yosa Buson: Gabelkuckuck mit Hortensie, 18. Jahrhundert

In Japan wird der Gackelkuckuck Hototogisu (不如帰) genannt. Anders als in Europa, wo der Vogel nicht vorkommt, spielt er in Japan und auch in China seit dem Altertum eine Rolle als literarisches Motiv und ist im Laufe der Zeit mit mehreren Namen und Schreibweisen bedacht worden.
Der Gackelkuckuck findet sich in Japan als Sommervogel überall nördlich von Kyūshū. Nur auf Kyūshū selbst und auf Hokkaidō, der nördlichsten der japanischen Hauptinseln, ist er selten.
Der Name Hototogisu selbst rührt, ebenso wie das deutsche Wort Kuckuck, von des Männchens Lockruf her, der für japanische Ohren manchmal wie ho-to to-gi-su klingt: Auch in Japan ruft der Kuckuck seinen eigenen Namen.

### Klassische Literatur
Wegen seines oft „leidenschaftlich“ genannten Gesangs ist der Gackelkuckuck heute wie in früherer Zeit Gegenstand zahlreicher Waka, traditioneller japanischer Gedichte. Schon im Man’yōshū, der ersten großen japanischen Gedichtsammlung, wird dies deutlich. Oft tritt er in Gedichten gemeinsam mit dem Gefüllten Sternenstrauch (Deutzia scabra, jap. 卯の花, u no hana) oder der wilden Mandarine (Citrus tachibana, jap. 橘, tachibana) auf, die zu derselben Zeit zu blühen beginnen, zu der auch der Ruf des Gackelkuckucks zum ersten Mal erschallt.
Auch als in der Nacht singender Vogel wird er geschätzt. Der erste Ruf des Gackelkuckucks in einem Jahr wird shinobine (忍び音, dt. etwa „leiser Ton“), was andeutet, dass die ersten Rufe noch zaghaft und leise sind. Im sogenannten Kopfkissenbuch findet sich die Beschreibung nächtlichen Wachbleibens mit der Absicht, den Gesang des Gackelkuckucks noch vor allen anderen zu hören.
Seit der Heian-Zeit wurde der Gackelkuckuck oftmals mit denselben Schriftzeichen wie der gewöhnliche Kuckuck (nämlich 郭公) geschrieben, was möglicherweise durch die Ähnlichkeit der Vögel verschuldet wurde. Auch Matsuo Bashō, ein berühmter japanischer Haiku-Dichter der frühen Edo-Zeit, verwendete diese Zeichen.

### Sagen und Volksglaube

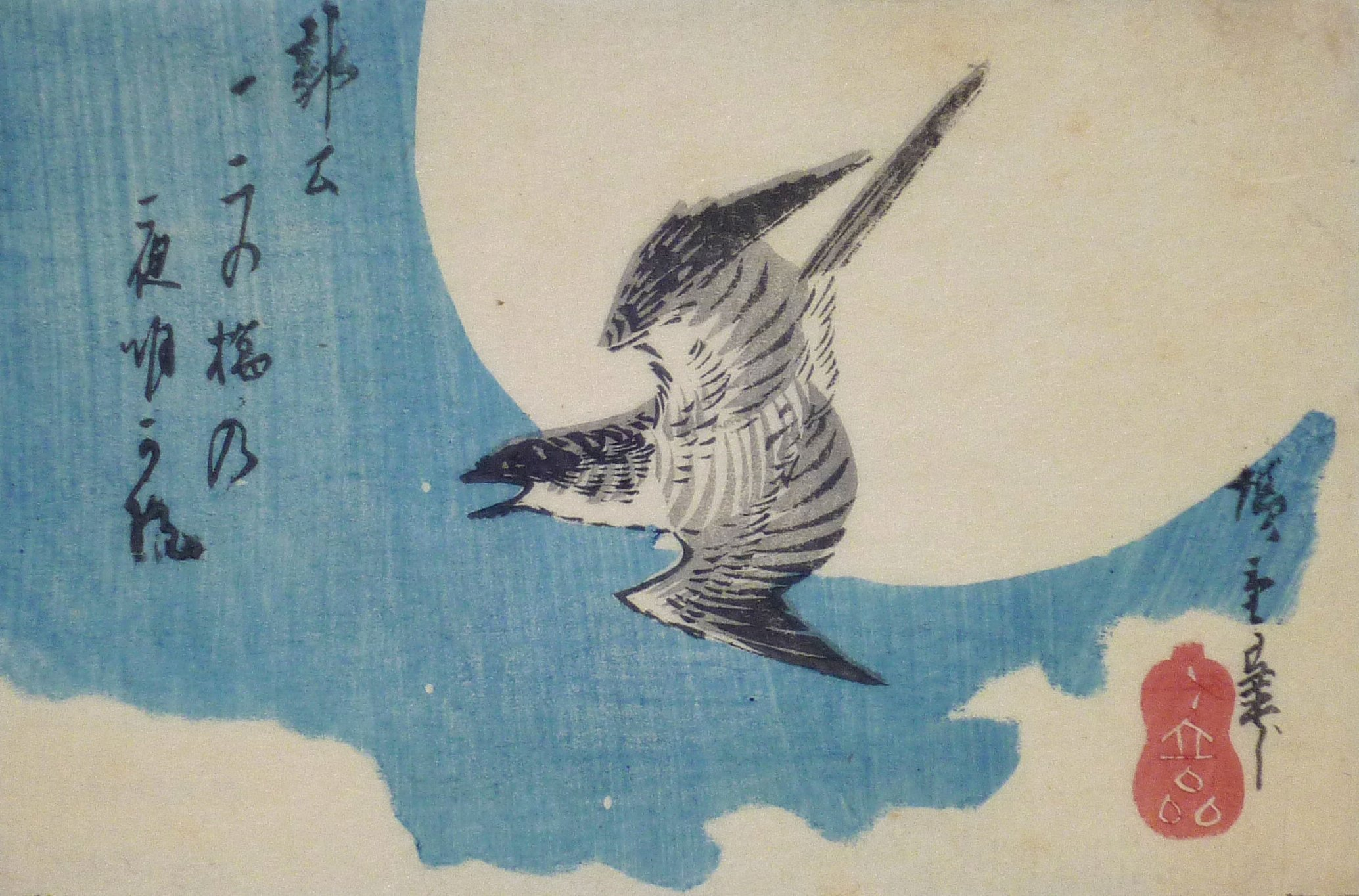
Utagawa Hiroshige: Gackelkuckuck, 1830

Viele den Gackelkuckuck betreffende japanische Sagen gehen auf die klassische chinesische Literatur zurück. Insbesondere finden die Schreibweisen 杜宇, 蜀魂, 不如帰 für Hototogisu ihren Ursprung in einer chinesischen Legende, der zufolge der Kaiser Dǜyǔ (杜宇) des chinesischen Reiches Shu (蜀國) sich in die Frau eines Gefolgsmannes verliebt, dem Thron entsagt und das Land verlassen haben, dann aber in der Fremde gestorben sein soll. Seine Seele soll sich in einen Gackelkuckuck verwandelt und im Gedenken an die Heimat den Ruf bùrú guī (不如歸, jap. Lesung: kaeru ni shikazu) ausgesandt haben, den er noch heute hören lässt.
Seit der Edo-Zeit kam zudem in Japan zudem der Aberglaube auf, es sei ein böses Vorzeichen, den Ruf des Gackelkuckucks während des Aufenthalts auf dem Abort zu hören. Die Quelle hierfür ist ebenfalls chinesischen Ursprungs. Es handelt sich um die Geschichtensammlungen Yǒuyáng zázǔ (酉陽雑俎) und Tàipíng guǎngjì (太平廣記).

### Moderne Literatur
1897 gründete Masaoka Shiki die Haiku-Zeitschrift Hototogisu (Gackelkuckuck). Shiki verglich sich auch selbst mit diesem Tier. Von Tokutomi Roka stammt ein Roman mit dem Titel Hototogisu.

## Einzelbelege
1. 1 2 3  Erhitzøe, Mann, Brammer, Fuller: Cuckoos of the World. S. 455.
2. ↑  Cuculus poliocephalus in der Roten Liste gefährdeter Arten der IUCN 2008. Eingestellt von: BirdLife International, 2008. Abgerufen am 20. August 2016.
3. 1 2 3 4 5 6 7  Erhitzøe, Mann, Brammer, Fuller: Cuckoos of the World. S. 456.
4. ↑  Erhitzøe, Mann, Brammer, Fuller: Cuckoos of the World. S. 457.